# Waldau (Titisee-Neustadt)
Waldau ist ein ehemals selbständiges Dorf im Mittleren Schwarzwald, das seit 1973 zur Gemeinde Titisee-Neustadt im Landkreis Breisgau-Hochschwarzwald gehört. Der Ortskern liegt im oberen Langenordnachtal auf einer Höhe von rund 950 m ü. NHN.

## Geschichte

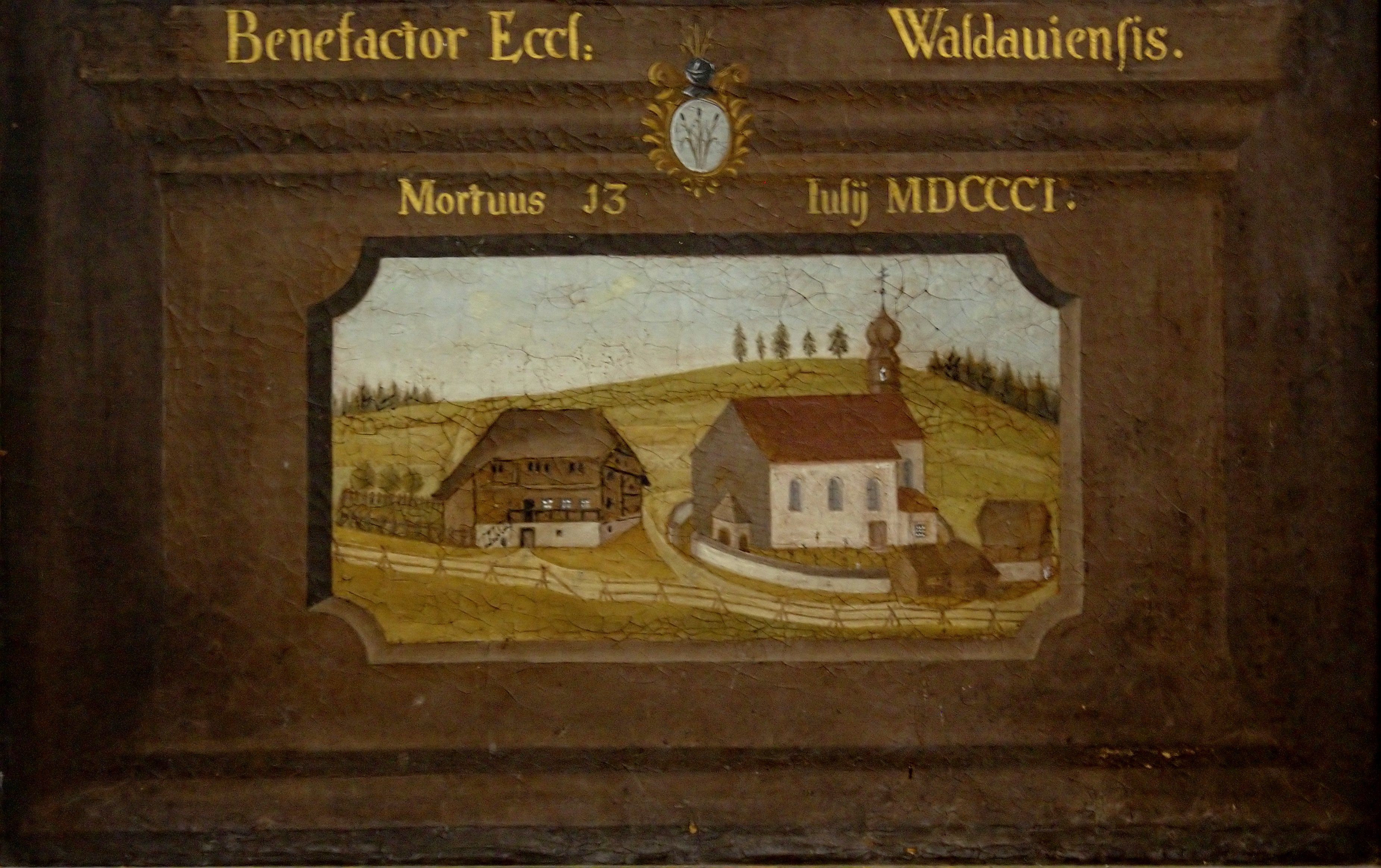
Darstellung der St.-Nikolaus-Kirche in Waldau im Jahr 1686

Der Ort wurde im Jahr 1111 erstmals genannt, die erste urkundliche Erwähnung erfolgte 1178 in einer päpstlichen Urkunde.
Seit 1807 gibt es eine katholische Pfarrei. Bis zur Säkularisation unterstand Waldau dem Kloster in St. Peter. Als Rodung des Klosters St. Peter wurde Waldau 1130 besiedelt. Ausgehen vom Meierhof des Klosters bildete sich die Vogtei Waldau.
Die Lage an einem früher bedeutenden Gebirgsübergang brachte Waldau viel Leiden. Im Dreißigjährigen Krieg und in den folgenden Kriegen zwischen Frankreich und Österreich, 1672 bis 1813, wurde die Straße, welche vom Breisgau ins Schwabenland führte, viel genutzt. Erst mit dem Ausbau der Falkensteige durch das Höllental verlor der längere Weg über die Wagensteige und Waldau an Bedeutung.
1664 bauten die Gebrüder Kreutz auf dem Glashof in Waldau die erste Schwarzwalduhr überhaupt. Um 1790 arbeiteten schließlich 11 Uhrenmeister und 17 Uhrenhändler in Waldau. Im Jahr 1810 waren es sogar schon 66 Uhrenmacher. Bis ins 19. Jahrhundert hatte der Uhrenbau in Waldau große Bedeutung.
Im Jahr 1726 wurde die heutige katholische Pfarrkirche St. Nikolaus gebaut, welche bei einem Umbau 1881 einen neugotischen Turm erhielt.

## Wirtschaft und Kultur
Neben der Grünlandwirtschaft ist heute der Tourismus für das Dorf Waldau prägend. Für den Wintersport werden mehrere Skilifte betrieben. Mit dem Nachbarort Langenordnach teilt sich Waldau eine eigene Grundschule.
Der Ort gehört zur katholischen Seelsorgeeinheit am Titisee. Den Zusammenhalt in der Dorfgemeinschaft fördern, nicht zuletzt durch Angebote für Kinder und Jugend, auch der Musikverein Waldau, der Ski-Club Waldau und die Freiwillige Feuerwehr.
Der historische Roman Wenn die Stunde schlägt von Hans-Joachim Heilmann spielt teilweise in Waldau.

## Persönlichkeiten
Jacob Herbstreith (1763–1845), Hersteller der von ihm entwickelten Jockele-Uhren, wurde in Waldau geboren.